# さいふうめい
さい ふうめい（1956年（昭和31年）5月24日 - ）は、日本の漫画原作者、ギャンブル評論家。本名の竹内 一郎（たけうち いちろう）名義で劇作家・演出家・評論家としても活動しており、非言語コミュニケーションを扱った『人は見た目が9割』（2005年）がベストセラーになった。宝塚大学教授。

## 来歴
福岡県久留米市出身。浅野高校、横浜国立大学教育学部心理学科卒業。2005年、「ストーリーマンガの誕生 : 手塚治虫の表現技法に関する実証研究」で博士（比較社会文化）（九州大学）。 九州大谷短期大学助教授をへて宝塚造形芸術大学教授、校名変更で現職。
大学在学中の1977年に、劇団「早稲田小劇場」で鈴木忠志に師事。1981年に山崎哲らと劇団「転位・21」を創設。1983年には自らの劇団「オフィス・ワンダーランド」を旗揚げして、作・演出を担当。1991年、文化庁新進芸術家派遣研究員制度でフィリピンに留学。
その一方、阿佐田哲也に私淑し、「さいふうめい」名義で阿佐田のギャンブル語録をまとめた書籍や、阿佐田の著作から学んだギャンブル論を多数刊行。また、阿佐田をモデルとした主人公が登場する『哲也』等、麻雀などのギャンブルを主題とした漫画原作を執筆している。
なお、筆名「さいふうめい」は、「一切不明」に由来する。2000年には原案を担当した『哲也-雀聖と呼ばれた男』が第24回講談社漫画賞少年部門を受賞。
2005年に竹内一郎名義で非言語コミュニケーションを扱った『人は見た目が9割』（新潮新書）を出版、100万部を越えるベストセラーとなった。
2006年11月、竹内一郎名義で発表した『手塚治虫=ストーリーマンガの起源』により第28回サントリー学芸賞を芸術・文化部門において受賞。これを巡っては漫画研究者からの疑問の声が寄せられた（後述）。

## 『人は見た目が9割』をめぐって
『人は見た目が9割』は、演出家や漫画原作者としての経験を背景として九州大谷短期大学で立ち上げた非言語コミュニケーション講座の講義ノートをもとにした書籍である。「まともに「非言語コミュニケーション入門」と書いたのでは、書店にさえ相手にされない」として付されたタイトルには、「言語以外でコミュニケーションをとっている割合が9割」（メラビアンの法則）の意を含んでいる。本書の「前書き」において「本書では、非言語コミュニケーションを『見た目』と定義して論を進める」と記しているが、竹内本人が述べるには、非言語コミュニケーションに世間の注目が集まる中で「見た目」を狭い意味で「外見」と捉える誤解が広まってしまったという。この分野ではその後『やっぱり見た目が9割』（新潮新書、2013年）を著し、『漫画版 人は見た目が9割』（山田一喜画、2019年）の原作を手掛けている。

## 『手塚治虫=ストーリーマンガの起源』をめぐって
竹内は2006年11月に『手塚治虫=ストーリーマンガの起源』によりサントリー学芸賞を受賞しているが、漫画研究者からは著者の議論と選者の見識の双方に関して疑問視する声が挙げられた。
宮本大人は、本書の学術的な水準を問題視し、もととなった博士学位論文（比較社会文化）「ストーリーマンガの誕生 : 手塚治虫の表現技法に関する実証研究」を通過させた九州大学の論文審査能力にも疑義を呈するとともに、選考者が漫画研究・評論の研究状況を把握していないとして適格性がないと断ずる。夏目房之介は審査姿勢について「授賞する側が「マンガ論なんてこんなもんだろ」とタカをくくっており、他の本や仕事を知らない可能性が高い」と批判している。

## 著作リスト

### 漫画原作（さいふうめい名義）
- 哲也-雀聖と呼ばれた男（星野泰視作画、1997年-2004年、週刊少年マガジン連載、講談社漫画賞受賞）
- バサラ〜破天の男（ミナミ新平作画、2001年-2002年、ヤングマガジンアッパーズ連載）
- 賭博師 梟（星野泰視作画、2003年、マガジンSPECIAL連載）
- 少年無宿シンクロウ（星野泰視作画、2006年、週刊少年マガジン連載）
- 天狼（藤堂裕作画、2007年、ビッグコミックスペリオール連載）

### 著作（さいふうめい名義）
- 「戯曲 星に願いを」五月書房、1990年1月。ISBN 4772701400 （文化庁・舞台芸術創作奨励賞受賞）
- 「阿佐田哲也勝負語録 ここ一番に強くなる」サンマーク出版 1992年3月。（文庫版は1996年6月）
- 「ビジネス必殺裏ワザ事典 めざせ！出世の鉄人」五月書房 1995年6月
- 「運の法則を読む 不運さえも味方にできる！」サンマーク出版 1995年7月。（文庫版は1997年10月）
- 「幸運の女神に愛される方程式 受験生の心の処方箋」創英出版 1995年8月
- 「勝負のベクトル ギャンブルになぜ勝ち負けは起こるのか」ティーツー出版 1997年9月
- 「運をつかむ人のがす人 運がないと嘆く前に」産業能率大学出版部 1998年4月
- 「哲也 逆転のセオリー」星野泰視との共著 講談社 2000年11月
- 「運の出し入れで勝負が決まる 人生逆転の必勝法」サンマーク出版 2001年12月
- 「哲也 玄人（バイニン）に学ぶ勝負の鉄則」星野泰視との共著 講談社 2003年4月
- 「哲也 哲也の麻雀講座」星野泰視との共著 講談社 2004年
- 「哲也 THE FINAL（ザ・ファイナル）」星野泰視&週刊少年マガジン編集部との共著 講談社 2005年2月17日

### 漫画原作（竹内一郎名義）
- アストライアの天秤（小川悦司作画、2008年-2011年、不定期連載、月刊アフタヌーン）

### 著作（竹内一郎名義）
- 『人は見た目が9割』新潮社（新潮新書）、2005年10月。ISBN 4106101378
- 『手塚治虫=ストーリーマンガの起源』 講談社、2006年2月。ISBN 4062583542 （サントリー学芸賞芸術・文化部門受賞）
- 『運を強くする心の法則』 PHP文庫、2006年11月。（「運をつかむ人のがす人」の文庫版）
- 『「見た目」で選ばれる人』講談社、2009年3月。
- 『ツキの波』 新潮新書、2010年4月16日。
- 『その癖、嫌われます』幻冬舎新書、2012年3月。ISBN 9784344982581
- 『やっぱり見た目が9割』新潮社（新潮新書）、2013年7月20日 ISBN 978-4-10-610529-6